# Famille della Torre
Pour les articles homonymes, voir Torre.
La famille Della Torre ou Torriani est une famille milanaise, originaire du bourg de Primaluna dans la Valsassina, au pied des Alpes, qui joua un grand rôle parmi les guelfes et eut à Milan une autorité presque souveraine de 1242 à 1312. Ils sont les adversaires malheureux des Visconti.

## Historique
Les membres de cette famille furent à la fois d'excellents guerriers et de bons gestionnaires. Ils possédaient de nombreux châteaux, contrôlaient le trafic routier ce qui leur permettait d'avoir de confortables revenus réguliers grâce aux droits de péages, et exploitaient de nombreuses exploitations agricoles bien administrées.
Quand les Visconti deviennent maîtres de Milan, ils retournent dans leurs bourgs ruraux, se tenant à l'écart des convulsions urbaines. La famille Torriani prétend protéger le peuple tout en mettant en œuvre le processus de conquête du pouvoir urbain qui caractérise le passage de la commune à la seigneurie. Pendant le mandat de ses administrateurs, ils modèlent l'urbanisme des villes qu'ils dirigent, faisant de grands travaux d'aménagement des cités et de leurs faubourgs qu'ils dirigent, favorisant un réel développement économique qui profitera ensuite aux Visconti.
Après 1311, la famille est écartée du pouvoir en Lombardie et part dans le Frioul. Cependant, elle continue d'exister dans diverses lignées en Italie du Nord et en Autriche (les comtes de Thurn-Valsassina-Como-Vercelli).[réf. nécessaire]
Au XVIIe siècle, le comte Lamoral III de Tassis revendique à tort une filiation avec la famille italienne della Torre et prend pour nom : de La Tour et Tassis (en allemand von Thurn und Taxis, en Italien della Torre e Tasso) ; une tour figure désormais sur le blason familial des Tassis, à côté de leur blason familial avec le blaireau (en italien: Tasso).[réf. nécessaire]

## Personnalités
Ses principaux membres sont :
- Martino della Torre " Il Gigante " qui se battit lors des premières croisades. Il mourut en 1146 pendant la croisade en Terre sainte[1]. Son fils Jacopo se maria avec Berta Visconti et il fut capitaine de Milan en 1240. Son neveu Raimondo était évêque de Como en 1262-1273 et Patriarche d'Aquilé (1273-1299), alors que son second neveu, Salvino, était podestà de Vercelli ;
- Pagano della Torre (it), qui s'acquit une grande popularité en prenant soin des blessés de Milan après la défaite de Cortenova (1237) : il fut chef de la république de 1242 à 1256 ;
- Martino della Torre (it), podestat de Milan dès 1256, qui devint en outre seigneur de Lodi (1259) et de Novare (1263) ;
- Filippo della Torre (it), podestat de Milan de 1263 à 1265 : il affermit l'autorité de sa maison, et étendit son pouvoir sur Côme, Verceil et Bergame ;
- Napoleone della Torre (it), neveu de Filippo et son successeur à Milan (1265-1278) : il favorisa les entreprises de la seconde maison d'Anjou sur Naples. Il eut de graves différends avec l'archevêque de Milan. Il anéantit par les armes et les supplices la famille Vestarini à Lodi, et régna par la terreur. Il causa ainsi une révolte à Côme (1271) et fut capturé lors de la bataille de Desio par Othon Visconti (1277), puis enfermé dans une cage de fer suspendue au rempart où il agonise pendant presque deux ans avant de mourir[1]. L'empereur Rodolphe de Habsbourg l'avait reconnu vicaire impérial à Milan ;
- Guido della Torre, neveu du précédent. Capturé avec son oncle à Desio, il s'évada en 1278 et mena une guérilla en Lombardie : il prit possession de Milan vers 1303, y joignit un instant la seigneurie de Plaisance, et fut reconnu vicaire impérial par l'empereur Henri VII. Attaqué par les gibelins, qu'Henri VII avait fait rentrer à Milan en 1311, il fut forcé de s'enfuir à Crémone, où il mourut en 1312 ;
- Cassone della Torre (?-1318), archevêque de Milan, patriarche d'Aquilée, il eut à lutter contre Guido ;
- Giacinto della Torre (1747-1814), archevêque de Turin.

## Armes

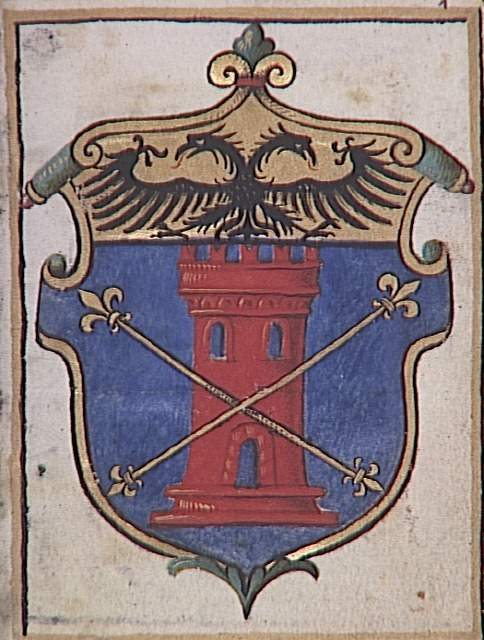
Armes de la famille Torriani (vers 1490)

D'azur à la tour de gueules ajourée et ouverte du champ à deux bâtons fleurdelisés à chaque extrémité, posés en sautoir et brochant sur la tour, accompagnés d'un chef d'or à l'aigle bicéphale de sable lampassé de gueules. (Heures Torriani)